# Le Mensonge (film, 1950)
Pour plus de détails, voir Fiche technique et Distribution.
Le Mensonge (titre original : Die Lüge) est un film allemand réalisé par Gustav Fröhlich sorti en 1950.
Il s'agit de l'adaptation de la nouvelle Mörder ohne Mord de Martha Maria Gehrke et Hans Schweikart.

## Synopsis
Le physicien Ernst A. Gruber a deux filles adultes : Ellen est en couple à Harry Altenberger, dont le père banquier finance l'institut de Gruber. Susanne, la deuxième fille de Gruber, est mariée avec Thomas Robertsen, un chercheur de l'institut. Les trois hommes planifient une ascension en ballon dans la stratosphère. Quelques jours avant le voyage, il y a un différend entre Susanne et Thomas parce que ce dernier soupçonne une relation entre sa femme et Harry. Susanne revenait au petit matin d'une fête avec son premier mari et rencontra Harry qui avait passé la nuit avec une liaison. Pour épargner leurs partenaires, ils avouent avoir passé la nuit ensemble. Harry cependant embrassa Susanne dont il est secrètement amoureux devant la porte de Thomas qui a tout vu à travers le judas. Comme Harry invente davantage de mensonges pour couvrir Susanna, Thomas est de plus en plus méfiant envers lui et Susanne.
Pendant le vol en ballon, il y a des complications, le ballon est poussé vers la mer et les hommes sont confrontés à la mort. Ils détachant la nacelle mais le ballon continue de tomber vers l'eau. Après que Gruber s'évanouit, le conflit entre Harry et Thomas devient hors de contrôle : Thomas frappe Harry qui tombe par-dessus bord et s'accroche à une corde que coupe Thomas, Harry tombe dans la mer. Thomas et Gruber sont sauvés, Harry est considéré comme mort et - selon la déclaration de Thomas - victime d'un accident tragique. Un peu plus tard, Harry est retrouvé inconscient et amené à l'hôpital. Thomas a d'abord l'idée de le tuer sur son lit d'hôpital puis a des remords. Il avoue sa tentative de meurtre à Susanne, Ellen entend l'aveu derrière la porte.
Harry devient une personne différente, il arrête d'être un fêtard. Il souffre de pertes de mémoire, Ellen, chirurgienne du cerveau, tente de l'aider médicalement. La rumeur se répand selon laquelle l'accident est une tentative d'assassinat, Gruber dit croire à l'innocence de Gruber au cours d'une conférence de presse. Harry se présente encore convalescent et, surprise, raconte la version de l'accident. Les deux hommes décident de passer l'éponge, Harry revient vers Ellen, qu'il voulait quitter pour Susanne avant la catastrophe.

## Fiche technique
- Titre : Die Lüge
- Réalisation : Gustav Fröhlich assisté de Fritz Stapenhorst
- Scénario : Gustav Fröhlich
- Musique : Wolfgang Zeller
- Direction artistique : Franz Schroedter (de)
- Costumes : Herbert Ploberger
- Photographie : Hans Schneeberger
- Son : Martin Müller
- Montage : Martha Dübber (de)
- Production : Rolf Meyer
- Sociétés de production : Junge Film-Union Rolf Meyer
- Société de distribution : National-Film
- Pays d'origine :  Allemagne de l'Ouest
- Langue : allemand
- Format : Noir et blanc - 1,37:1 - Mono - 35 mm
- Genre : Drame
- Durée : 84 minutes
- Dates de sortie :
  -  Allemagne de l'Ouest : 11 août 1950.
  -  France : 15 mai 1953[1].

## Distribution
- Otto Gebühr : Ernst A. Gruber
- Sybille Schmitz : Susanne Gruber
- Cornell Borchers : Ellen Gruber
- Will Quadflieg : Harry Altenberger
- Hans Leibelt : Martin Altenberger
- Ewald Balser : Thomas Robertsen

## Source de la traduction
- (de) Cet article est partiellement ou en totalité issu de l’article de Wikipédia en allemand intitulé « Die Lüge (1950) » (voir la liste des auteurs).